# Hrvatsko domobranstvo
Hrvatsko domobranstvo – oficjalna nazwa sił zbrojnych Niepodległego Państwa Chorwackiego w okresie II wojny światowej.
Domobrani zostali powołani 11 kwietnia 1941 jako siły zbrojne nowo powstałego państwa Chorwatów po zajęciu Jugosławii przez państwa Osi. Głównym organizatorem i dowódcą armii został Slavko Kvaternik.
Na siły zbrojne NDH składały się: lotnictwo (Zračne snage), wojska lądowe (Kopnena vojska), marynarka wojenna (Hrvatska Mornarica). W 1943 osiągnęło liczbę 130 000 żołnierzy (Chorwatów i Bośniaków), jednak w wyniku pogarszającej się sytuacji państw Osi na Bałkanach szeregi domobranów topniały w wyniku dezercji. Pod naciskiem Niemców doszło 20 listopada 1944 do połączenia ostro ze sobą rywalizujących formacji domobranów i Sił Zbrojnych Ustaszy (Ustaška vojnica), dzięki czemu udało się odbudować stan liczebny armii NDH pod nazwą Chorwackie Siły Zbrojne (Hrvatske oružane snage, (HOS)).
W czasie II wojny światowej jednostki chorwackie (zwane popularnie oddziałami ustaszów) walczyły przede wszystkim z partyzantką Josipa Broza Tity (NOVJ) oraz zdominowanymi przez Serbów czetnikami, a także uczestniczyły w eksterminacji innych narodowości zamieszkujących Chorwację (Serbów, Żydów, Cyganów), dopuszczając się przy tym zbrodni wojennych i zbrodni ludobójstwa, czego symbolem stał się obóz koncentracyjny Jasenovac. Nieliczne jednostki walczyły na froncie wschodnim, m.in. w bitwie pod Stalingradem.
Po zwycięstwie NOVJ około 200 000 chorwackich kolaborantów, wraz z rządem ustaszowskim i Niemcami opuściło Zagrzeb i udało się do Austrii, skąd zostali wydaleni przez brytyjską administrację wojskową. Na granicy wielu przedstawicieli kolaboracyjnych formacji zostało zabitych – ten kontrowersyjny rozdział historii Jugosławii był aż do lat 80. tematem tabu, co umożliwiło chorwackim nacjonalistom wykorzystanie tych wydarzeń do własnych celów i zawyżania liczby ofiar tzw. masakry w Bleiburgu (termin wymyślony przez powojenną propagandę emigracyjnych ustaszy).
Tradycje domobranów odżyły podczas wojny domowej w Jugosławii i do dziś są kultywowane w wojsku chorwackim.